# RavenEye
RavenEye – brytyjskie trio rockowe, założone w Milton Keynes w 2014 r. W skład zespołu wchodzą: gitarzysta i wokalista Oli Brown, basista Aaron Spiers i perkusista Adam Breeze. Ich brzmienie to połączenie nowoczesnego garażowego rocka z elementami bluesa.

## Historia
Gitarzysta bluesowy – Oli Brown założył RavenEye w 2014r. wraz z perkusistą Kevem Hickmanem i basistą, Australijczykiem, Aaronem Spiersem. Latem tego samego roku jako support Joe Satrianiego wyruszyli w dwumiesięczną trasę po Europie. Pracowity rok zakończyły festiwale w Hiszpanii oraz trasa po Wielkiej Brytanii.
W styczniu 2015 r. zespół wydał swój pierwszy singiel – Breaking Out, który w niecały miesiąc zdobył ponad 100 tys. odtworzeń w portalu 
SoundCloud oraz był jednym z nagrań tygodnia według brytyjskiego magazynu Classic Rock.
W kwietniu 2015 r. RavenEye występowali przed szwedzkim zespołem Blues Pills w czasie ich trasy po Wielkiej Brytanii. Niedługo po tym nastąpiła seria koncertów w Hiszpanii, scenę dzielili wtedy z tamtejszym zespołem – Last Fair Deal. Debiutancka EP trio – Breaking Out ukazała się 28 kwietnia 2015 r., wraz z nią zespół wydał również klip do tytułowego utworu. W czerwcu i lipcu tego samego roku Brytyjczycy zagrali przed Slashem na europejskiej części trasy World On Fire. Po dwóch koncertach, na których występowali przed Deep Purple, RavenEye znów pojawiło się jako support Slasha w Europie, w listopadzie 2015 r. W kwietniu 2016 r. zespół wraz z The Darkness koncertował w USA. W czerwcu tego samego roku zagrał kilka wspólnych koncertów w Europie z amerykańską grupą rockową – Halestorm (na trasie gościnnie RavenEye wspomagał perkusista Chris Grant).
Po decyzji o odejściu perkusisty – Keva Hickmana szeregi zespołu zasilił, w sierpniu 2016 r., Adam Breeze. We wrześniu tego samego roku RavenEye w roli supportu niemieckiej grupy Zodiac wyruszyło w trasę po Niemczech i Francji, na której obok brytyjskiego trio pojawiła się również szwedzka grupa – Honeymoon Disease. Zespół od lipca 2016 r. współpracuje z włoską wytwórnią Frontiers Records i to właśnie pod jej skrzydłami 23 września 2016r. RavenEye wydało swój pierwszy studyjny album – NOVA, którego producentem stał się Warren Riker. NOVA to 11 autorskich utworów utrzymanych w klimacie blues rockowym. Perkusję na płycie nagrywał gościnnie Gunnar Olsen. Pierwszym singlem promującym płytę był utwór Hero, kolejnymi Inside i Madeline, do wszystkich pojawiły się również klipy. W październiku i listopadzie 2016 r. zespół promował debiutancki album na klubowej trasie po Wielkiej Brytanii i Irlandii Północnej. Brytyjczycy zagrali swój pierwszy koncert w Polsce 20 listopada 2015 roku. Gwiazdą główną tego wieczoru był Slash z zespołem.

## Muzycy

### Obecni członkowie
- Oli Brown – wokal, gitara (od 2014 roku)
- Aaron Spiers – chórki, gitara basowa(od 2014 roku)
- Adam Breeze – perkusja (od 2016 roku)[4]

### Byli członkowie
- Kev Hickman – perkusja (2014-2016)

## Dyskografia

### EP
- Breaking Out (2015)

1. Breaking Out
2. Get It Started
3. Hey Hey Yeah
4. Run Away
5. You Got It

### Albumy Studyjne
- NOVA (2016)[5]

1. Wanna Feel You
2. Come With Me
3. Inside
4. Hero
5. Supernova
6. Walls
7. Oh My Love
8. Madeline
9. Hate
10. Out Of The Rain
11. Eternity

## Teledyski
1. Breaking Out
2. Hero
3. Inside
4. Madeline